# Bandino Selo
Bandino Selo is een plaats in de gemeente Slunj in de Kroatische provincie Karlovac. De plaats telt 7 inwoners (2001).